# Dänische Billie-Jean-King-Cup-Mannschaft
|                                             |
| Teilnahmen der Dänischen Fed-Cup-Mannschaft |

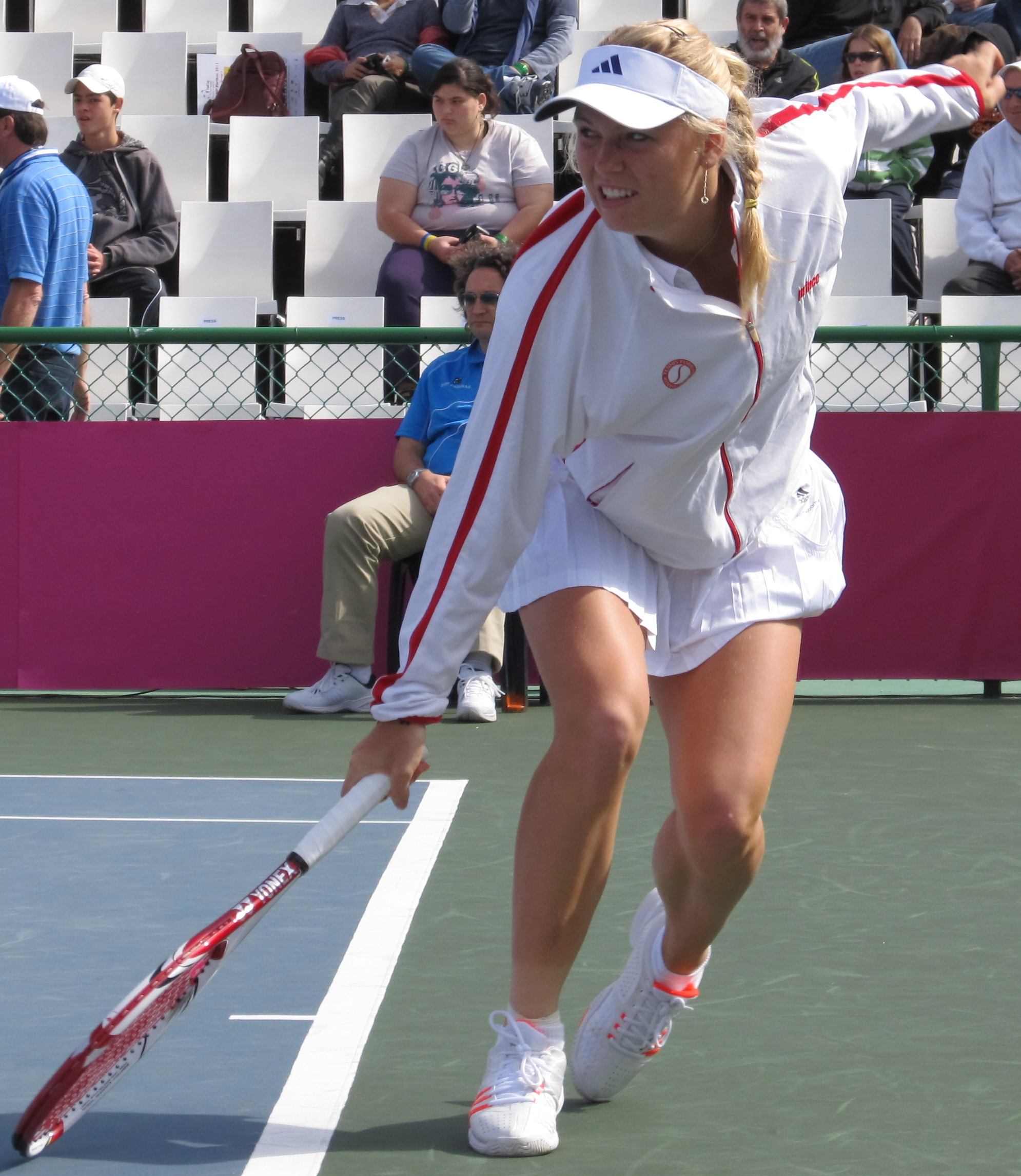
Caroline Wozniacki in Eilat, 2011

Die dänische Billie-Jean-King-Cup-Mannschaft ist die Tennisnationalmannschaft von Dänemark, die im Billie Jean King Cup eingesetzt wird. Der Billie Jean King Cup (bis 1995 Federation Cup, 1996 bis 2020 Fed Cup) ist der wichtigste Wettbewerb für Nationalmannschaften im Damentennis, analog dem Davis Cup bei den Herren.

## Geschichte
1963 nahm Dänemark erstmals am Billie Jean King Cup teil. Das beste Abschneiden des dänischen Teams war das Erreichen des Viertelfinales in den Jahren 1967 und 1988.

## Teamchefs (unvollständig)
- Michael Mortensen –2012
- Kenneth Carlsen, 2013–2016
- Jens-Anker Andersen, seit 2017

## Spielerinnen der Mannschaft (unvollständig)
(Stand: 11. Februar 2018)
| Spielerinnen              | Einsätze | Einsätze | Einsätze   |
| Spielerinnen              | erster   | letzter  | Bilanz S/N |
| ------------------------- | -------- | -------- | ---------- |
| Karen Barbat              | 2007     | 2017     | 15:13      |
| Martine Ditlev            | 2013     | 2013     | 1:0        |
| Eva Dyrberg               | 1997     | 2009     | 32:21      |
| Malou Ejdesgaard          | 2010     | 2014     | 3:8        |
| Emilie Francati           | 2015     | 2017     | 11:3       |
| Mai Grage                 | 2009     | 2017     | 14:16      |
| Karina-Ildor Jacobsgaard  | 2000     | 2010     | 13:25      |
| Maria Jespersen           | 2013     | 2013     | 2:1        |
| Cecilie Lundgaard Melsted | 2012     | 2012     | 0:2        |
| Tine Scheuer-Larsen       | 1981     | 1996     | 33:25      |
| Clara Tauson              | 2017     | 2017     | 0:1        |
| Caroline Wozniacki        | 2005     | 2015     | 20:11      |